# Lindegg
Lindegg ist eine Katastralgemeinde der Gemeinde Bad Blumau im Bezirk Hartberg-Fürstenfeld in Österreich und hat 266 Einwohner (Stand 1. Jänner 2025). Der Ort liegt auf einem Vulkan, der allerdings noch für einige Millionen Jahre ruhen wird.

## Geschichtliche Entwicklung
Die erste Besiedelung erfolgte bereits 3000 v. Chr. Etwa 400 v. Chr. hielten sich die Kelten in Lindegg auf, was zahlreiche Hügelgräber zwischen Jobst und Lindegg beweisen. Allmählich wurden die Wälder gerodet, und eine Siedlung Lündegk gegründet. In der Zeit der Haiducken (1605) und der Kuruzzeneinfälle (1704) kamen viele Einwohner zu Tode und der Ort wurde bis auf die Grundmauern niedergebrannt. Die Gegend konnte sich nur langsam von den Kriegswirren erholen. Nach Einführung der Schulpflicht wurde im Jahre 1874 ein Schulzimmer eingerichtet. Am 9. November 1878 fand laut Schulchronik die Eröffnung des ersten Schulhauses statt.
Zusammenhalt wurde in Lindegg immer schon sehr groß geschrieben. Dies beweist die damalige Gemeinschaftskuhwiese. Die Freiwillige Feuerwehr Lindegg wurde 1930 gegründet, das neue Feuerwehrhaus ein Jahr später eingeweiht. Die Gründung des Eisschützenvereins erfolgte 1952. Die Jagdgesellschaft Lindegg besteht seit 1953. Seit dem Jahr 1957 gab es in Lindegg eine Obstpressengemeinschaft und ein Gemeinschaftskühlhaus. Der Ort bildete gemeinsam mit Jobst und Loimeth bis 1968 eine eigenständige Gemeinde, ehe sie zur Großgemeinde Bad Blumau zusammengelegt wurde.
Die Laienspielgruppe war von 1979 bis 1990 sehr aktiv. Seit dem Unwetter 1946 werden regelmäßig Wallfahrten nach Maria Lebing, Auffen sowie Maria Fieberbründl unternommen.
Mit Wirkung vom 1. Oktober 1959 wurde der Gemeinde Lindegg ein Wappen verliehen. Wappenbeschreibung:

„In einem von Silber und Blau gevierten Schild eine grüne entwurzelte Linde im 1. und 4., ein silberner Pfahl im 2. und 3. Feld.“

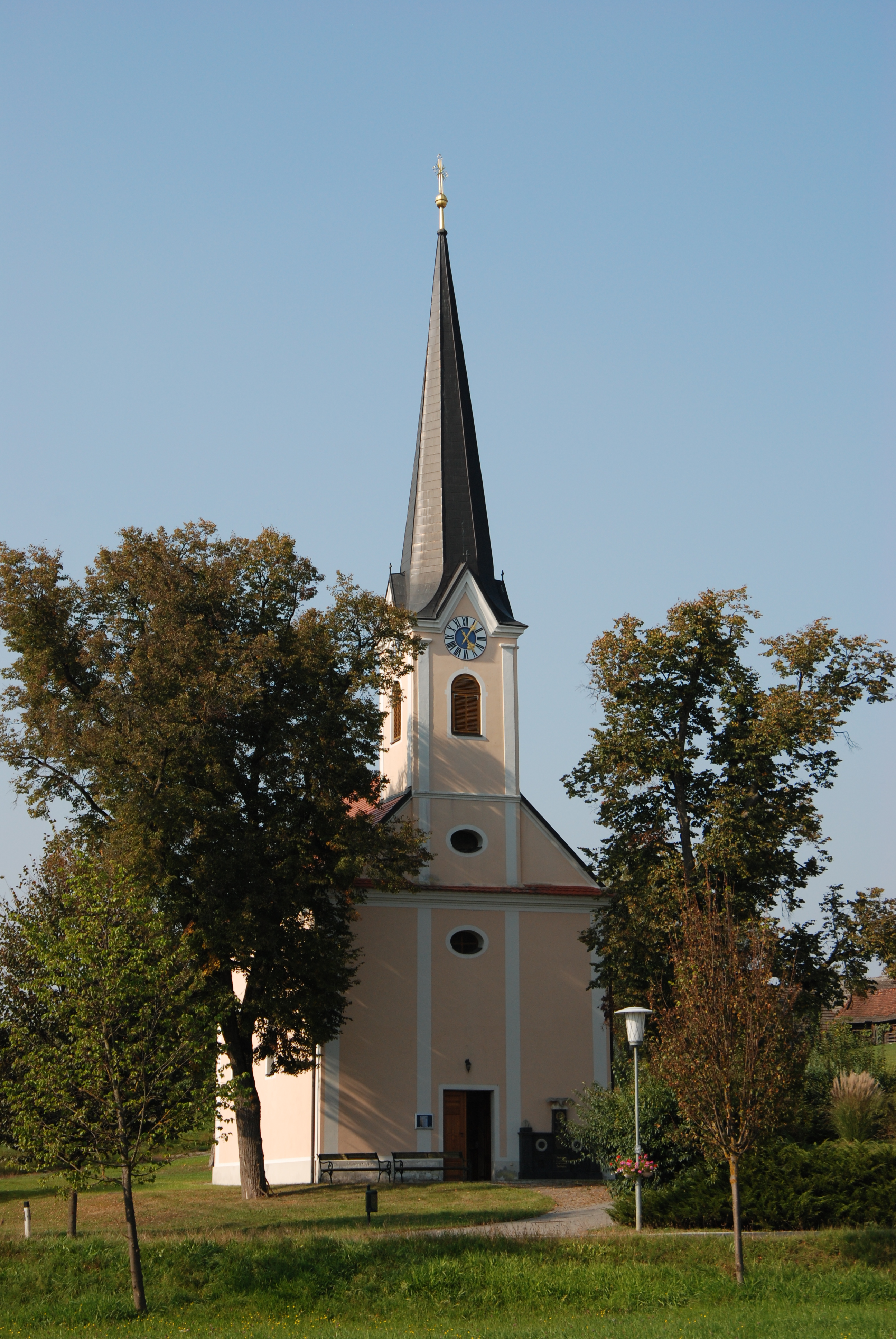
Ortskapelle Lindegg
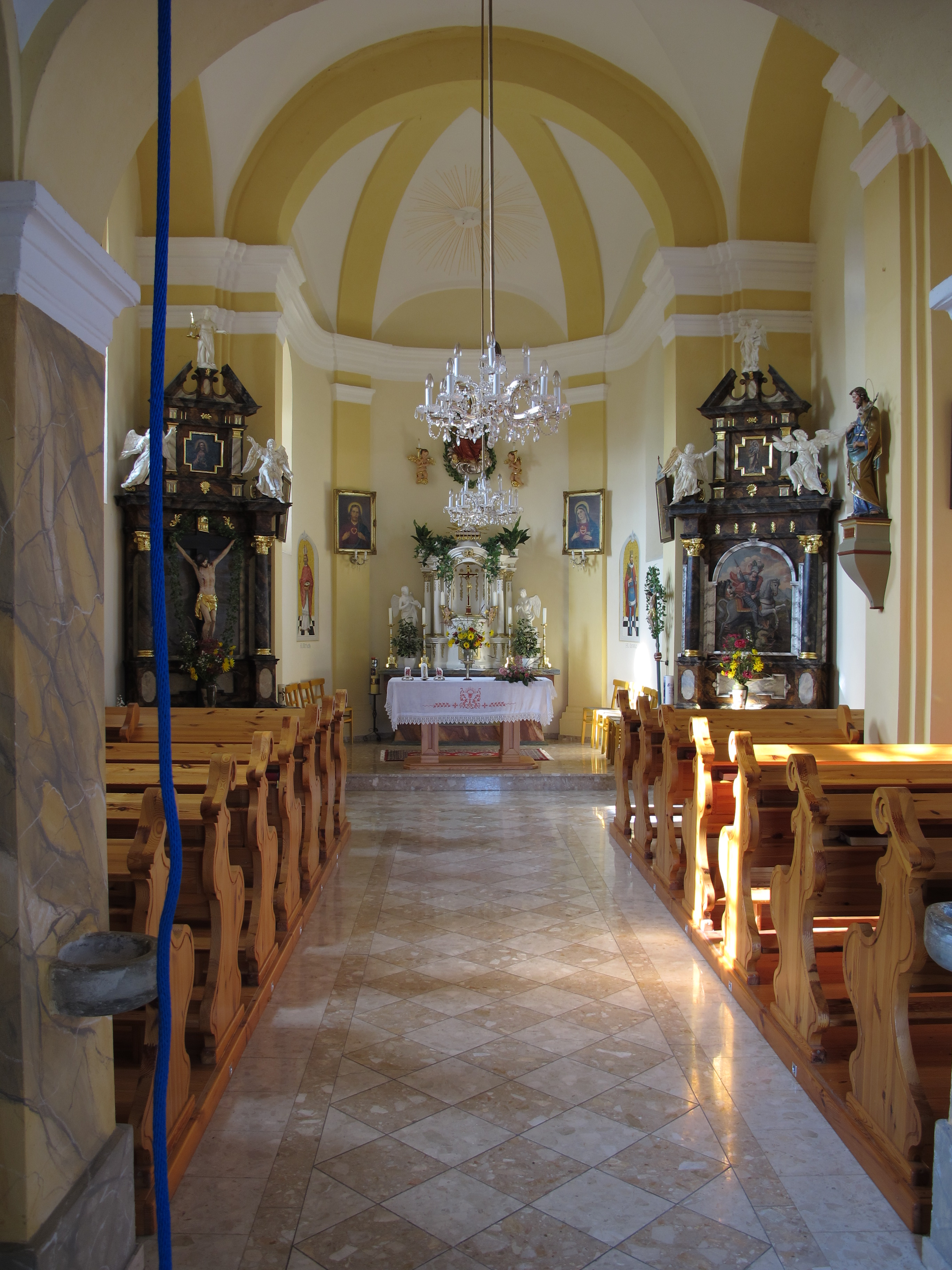
Innenansicht der Kapelle Lindegg
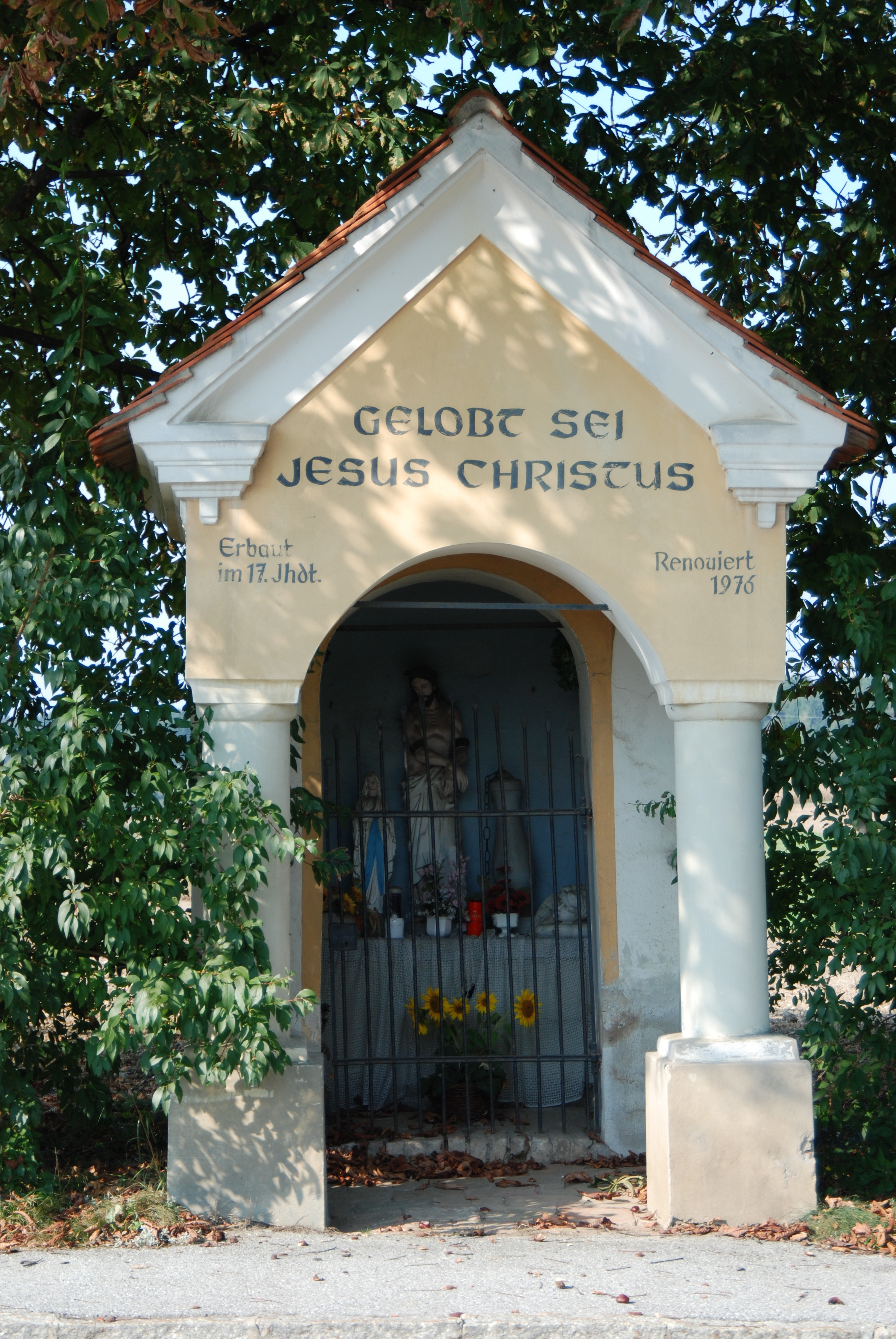
Feldkapelle in Lindegg